# Vlag van de Sahrawi Arabische Democratische Republiek

Vlag met de mast links (ratio 1:2)

Vlag met de mast rechts (ratio 1:2)

De vlag van de Sahrawi Arabische Democratische Republiek  is een symbool van de Sahrawi Arabische Democratische Republiek (SADR), die op 27 februari 1976 door Polisario als staat werd uitgeroepen. De SADR wordt door een beperkt aantal staten erkend. Het gebied dat wordt geclaimd komt overeen met dat van Westelijke Sahara, maar is grotendeels bezet door Marokko, dat het beschouwt als deel van zijn grondgebied. 
Polisario controleert ongeveer een vijfde van Westelijke Sahara, de Vrije zone, waar de vlag vrijelijk kan worden gebruikt. De vlag wordt ook gehesen in de Sahrawi-vluchtelingenkampen buiten Westelijke Sahara en in de landen die de SADR als staat erkennen. In het door Marokko bezette gebied is het gebruik in het openbaar verboden en is alleen de vlag van Marokko officieel toegestaan.

## Beschrijving
De vlag bestaat uit drie horizontale banen in de kleuren zwart, wit en groen. Aan de hijszijde staat een rode driehoek en in het midden van de witte baan staan een halve maan en een ster, beide in het rood. De kleuren van de vlag zijn de pan-Arabische kleuren; de halve maan en ster zijn islamitische symbolen.
Afgezien van de maansikkel met ster is de vlag gelijk aan die van Palestina (). Sikkel en ster zijn hoogst waarschijnlijk overgenomen van de vlag van Algerije, dat altijd zowel Polisario als de Palestijnse Bevrijdingsorganisatie (PLO) heeft gesteund.

## Vergelijkbare vlaggen

Algerije
SADR
Palestina
Jordanië
Soedan
Koeweit
Emiraten